# پل کروگر
پل کروگر (انگلیسی: Paul Kruger; ۱۰ اکتبر ۱۸۲۵ – ۱۴ ژوئیهٔ ۱۹۰۴) سیاستمدار اهل آفریقای جنوبی بود.
وی از مه ۱۸۸۳ تا مه ۱۹۰۲ رئیس‌جمهور کشور جمهوری آفریقای جنوبی بود، در زمان ریاست جمهوری کروگر جنگ بوئر دوم میان بوئرها و بریتانیا رخ داد که با شکست بوئرها و انحلال جمهوری آفریقای جنوبی در سال ۱۹۰۲ و تشکیل اتحادیه آفریقای جنوبی انجامید، وی در ۱۴ ژوئیهٔ ۱۹۰۴ در روستای کلارنس سوئیس درگذشت و در شهر پرتوریا به خاک سپرده شد.